# Fjodor Konstantinov
Fjodor Vasiljevič Konstantinov (rusky Фёдор Васильевич Константинов; 2.jul./21. února 1901, Nižněnovgorodská oblast – 8. prosince 1991 Moskva) byl sovětský marxisticko-leninský filozof a vysokoškolský pedagog, zakladatel a od roku 1971 prezident Filosofické společnosti SSSR.

## Životopis
Pocházel z rolnické rodiny. V roce 1932 vystudoval filozofii v Ústavu rudé profesury, jenž měl vychovávat novou sovětskou inteligenci. Tři roky později již obdržel hodnost profesora. V letech 1932–1933 působil jako vědecký pracovník Ústavu marxismu-leninismu ÚV KSSS. V roce 1953 se stal členem-korespondentem Akademie věd SSSR, od roku 1964 řádným členem. V letech 1953-54 byl vedoucím Katedry dialektického a historického materialismu Filozofické fakulty Moskevské státní univerzity. V letech 1954–55 byl rektorem Akademie sociálních věd při Ústředním výboru KSSS. Od roku 1962 do 1967 zastával úřad ředitele Filosofického ústavu Akademie věd SSSR, pak tam pracoval jako vědecký pracovník.

## Ocenění
Fjodor Konstantinov byl nositelem mnoha sovětských a zahraničních vyznamenání. Roku 1982 byl vyznamenán zlatou medailí Československé akademie věd „Za zásluhy o vědu a lidstvo“. V roce 1971 získal bulharský „Řád Cyrila a Metoděje“ 1. stupně. Za vynikající práci byl vyznamenán dvěma řady rudé hvězdy (1943, 1945) a řádem Rudého praporu práce (1967). Za svůj velký podíl na rozvoji filosofické vědy a na boji proti buržoazním idejím a buržoaznímu světovému názoru, za svou věrnost marxismu-leninismu, bojovnou stranickost, nesmiřitelnost k buržoazní filosofii a idealismu, stejně tak jako i za jinou kulturní činnost a svůj přínos do pokrokové kultury socialistických zemí, třikrát dostal Leninův řád (1961, 1975, 1981), řád Říjnové revoluce (1971) a řadu dalších odměn.

## Dílo
Fjodor Konstantinov připravil učebnici dialektického a historického materialismu, která za socialismu hrála značnou úlohu v ideové výchově mláděže socialistických zemí.
Překlady do češtiny
- KONSTANTINOV, Fedor, a autorský kolektiv v tomto složení: T. I. Ojzerman, A. G. Spirkin, Ch. N. Momdžjan, M. N. Rudkevič aj. Marxisticko-leninská filosofie : Učebnice. Překlad z rus. orig. Osnovy marksistsko-leninskoj filosofii: Václava Steindlová a R. Steindl. 2., přeprac. vyd.. vyd. Praha: Svoboda, 1979. 466, [2] s.